# Kareda (gemeente)
Kareda (Estisch: Kareda vald) is een voormalige gemeente in de Estlandse provincie Järvamaa. De gemeente telde 589 inwoners op 1 januari 2017. In 2011 waren dat er nog 631. De oppervlakte bedroeg 91,6 km². In oktober 2017 ging de gemeente op in de fusiegemeente Järva.
Tot de landgemeente behoorden elf dorpen en één wat grotere plaats met de status van alevik (vlek): de hoofdplaats Peetri.

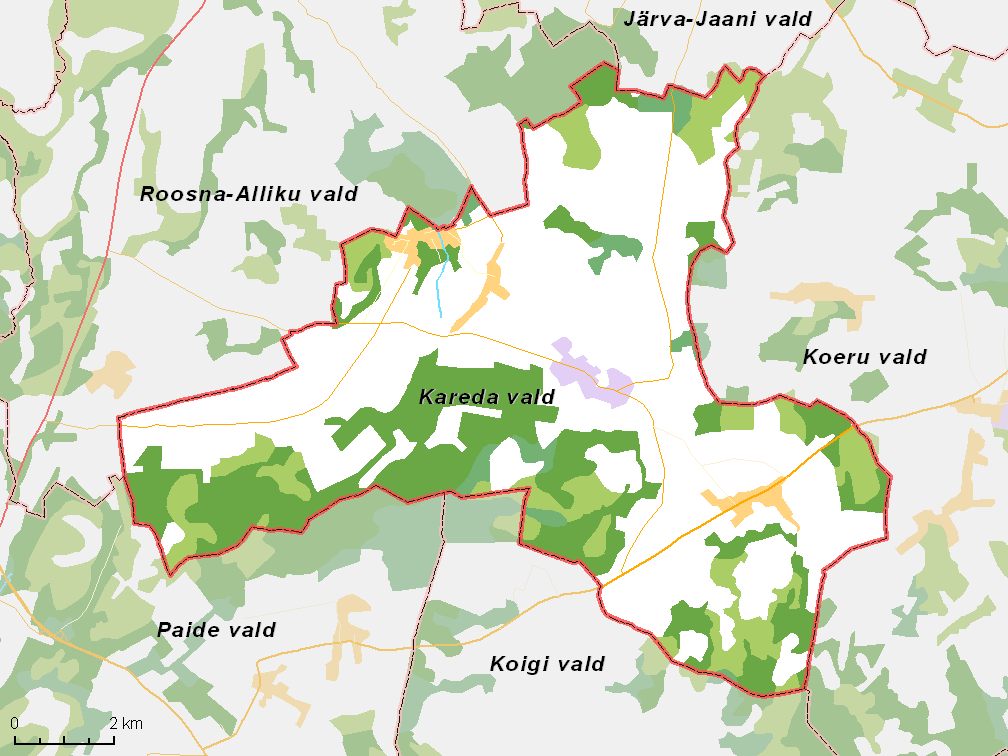
De gemeente met omliggende gemeenten, situatie begin 2017